# خوان آنتونیو سیمارو
خوان آنتونیو سیمارو (اسپانیایی: Juan Antonio Simarro‎؛ زادهٔ ۱۷ دسامبر ۱۹۷۳) آهنگساز، موسیقی‌دان و نوازنده پیانو اهل اسپانیا است. وی از سال ۱۹۹۳ میلادی تاکنون مشغول فعالیت بوده است.
او دانش‌آموختهٔ رشته آموزش موسیقی در دانشگاه کمپلوتنسه مادرید است و با هنرمندانی چون خولیو ایگلسیاس و دوئو دینامیکو، برتین اوسبورن و خوزه ولز و هنرمندانی مشابه همکاری کرده است.
در جست‌وجوی اهداف شخصی برای کشف و پرورش خلاقیت، او به‌عنوان تهیه‌کننده اجرایی با شرکت «تولیدات چندرسانه‌ای ماردیتوس روئدورِس» همکاری کرد. در سال ۲۰۰۸، شرکت تهیه و تولید موسیقی خودش را با نام «آنالوگیکا پرودوسیونس اس. اِل.» تأسیس کرد و از طریق آن، نخستین آلبوم موسیقی کلاسیک خود را منتشر کرد و فعالیت حرفه‌ای‌اش را به‌عنوان هنرمند مستقل آغاز نمود.